# Verbandsgemeinde Rheinböllen
Die Verbandsgemeinde Rheinböllen war eine Gebietskörperschaft im Rhein-Hunsrück-Kreis in Rheinland-Pfalz. Der Verbandsgemeinde gehörten die Stadt Rheinböllen sowie elf eigenständige Ortsgemeinden an, der Verwaltungssitz war in der namensgebenden Stadt Rheinböllen.
Zum 1. Januar 2020 ist die Fusion mit der Verbandsgemeinde Simmern/Hunsrück zur neuen Verbandsgemeinde Simmern-Rheinböllen erfolgt.

## Verbandsangehörige Gemeinden
| Ortsgemeinde, Stadt          | Fläche (km²) |
| ---------------------------- | ------------ |
| Argenthal                    | 28,52        |
| Benzweiler                   | 3,19         |
| Dichtelbach                  | 5,38         |
| Ellern (Hunsrück)            | 9,36         |
| Erbach                       | 1,97         |
| Kisselbach                   | 9,13         |
| Liebshausen                  | 5,85         |
| Mörschbach                   | 5,82         |
| Rheinböllen, Stadt           | 16,33        |
| Riesweiler                   | 16,81        |
| Schnorbach                   | 3,42         |
| Steinbach                    | 2,60         |
| Verbandsgemeinde Rheinböllen | 108,36       |

## Bevölkerungsentwicklung
Die Entwicklung der Einwohnerzahl bezogen auf das Gebiet der Verbandsgemeinde Rheinböllen; die Werte von 1871 bis 1987 beruhen auf Volkszählungen:

Einwohnerentwicklung der Verbandsgemeinde Rheinböllen von 1815 bis 2018 nach nebenstehender Tabelle

| Jahr | Einwohner |
| ---- | --------- |
| 1815 | 4.554     |
| 1835 | 5.684     |
| 1871 | 5.508     |
| 1905 | 5.615     |
| 1939 | 5.369     |
| 1950 | 6.214     |
| 1961 | 6.498     |

| Jahr | Einwohner |
| ---- | --------- |
| 1970 | 7.692     |
| 1987 | 8.368     |
| 1997 | 9.836     |
| 2005 | 10.278    |
| 2017 | 10.253    |
| 2018 | 10.298    |

## Politik

### Verbandsgemeinderat
Aufgrund der Fusion der Verbandsgemeinden Rheinböllen und Simmern/Hunsrück am 1. Januar 2020 wurde bei der Kommunalwahl am 26. Mai 2019 bereits in Neustruktur gewählt (siehe: Ergebnis). Die Amtszeit der bisherigen Verbandsgemeinderäte wurde per Landesgesetz bis zum 31. Dezember 2019 verlängert. Der somit für das gesamte Kalenderjahr 2019 noch amtierende Verbandsgemeinderat Rheinböllen bestand aus den ehrenamtlichen Ratsmitgliedern, die bei der Kommunalwahl am 25. Mai 2014 in einer personalisierten Verhältniswahl gewählt wurden, und dem hauptamtlichen Bürgermeister als Vorsitzendem.
Die Sitzverteilung im letzten Verbandsgemeinderat:
| Wahl | SPD | CDU | FDP | FWG | Gesamt   |
| ---- | --- | --- | --- | --- | -------- |
| 2014 | 8   | 12  | 2   | 6   | 28 Sitze |
| 2009 | 9   | 11  | 4   | 4   | 28 Sitze |
| 2004 | 9   | 13  | 3   | 3   | 28 Sitze |

- FWG = Freie Wählergruppe Rheinböllen und Umgebung e.V.

### Bürgermeister
Letzter Bürgermeister war Arno Imig. Er stand der Verbandsgemeinde seit 2011 vor.

### Wappen
| Wappen von Verbandsgemeinde Rheinböllen | Blasonierung: „Innerhalb eines silbernen Schildbordes, darin zehn blaue Schrägrechts-Rauten; von Schwarz und Gold schräglinks geteilt; in Schwarz ein rot gekrönter und rot gezungter goldener Löwenkopf, in Gold das rote Planetenzeichen Mars bzw. alchemistische Zeichen für Eisen“ |
| Wappen von Verbandsgemeinde Rheinböllen | Wappenbegründung: Das Wappen zeigt den Kopf des Pfälzer Löwen; sämtliche Gemeinden des Amtes Rheinböllen, mit Ausnahme von Liebshausen, gehörten früher zur Landesherrschaft des Fürstentums Pfalz-Simmern; die Rauten stehen zum einen auf die Wittelsbacher und zum anderen für die Anzahl der Gemeinden. Das alchemistische Zeichen für Eisen bezieht sich auf die Eisengewinnung und Verarbeitung im Rheinböllener Raum. Der Schildbord als solcher kennzeichnet das Wappen als das eines Amtes. |